# Defensie Pijpleiding Organisatie
De Defensie Pijpleiding Organisatie of DPO is een onderdeel van het Nederlandse Ministerie van Defensie dat zich bezighoudt met het beheer van een aantal pijpleidingen van defensie in Nederland. De pijpleidingen maken deel uit van het Central Europe Pipeline System van de NAVO. Ook diverse niet-militaire vliegvelden worden door de DPO van brandstoffen voorzien, waaronder Schiphol.
DPO is een onderdeel van COMMIT. 